# Гумбольдт-форум
Форум Гумбольдта, також Гумбольдт-форум (нім. Humboldt Forum) — музей, присвячений історії людства, мистецтва та культури, розташований у Берлінському палаці на Музейному острові в історичному центрі Берліна. Названий на честь прусських учених Вільгельма та Олександра Гумбольдта. У Форумі Гумбольдта виставляються неєвропейські колекції Берлінських державних музеїв, проводяться тимчасові виставки та громадські заходи. Вважається «німецьким аналогом» Британського музею.
Через пандемію COVID-19 він відкрився в цифровому форматі 16 грудня 2020 року та став доступним для широкої публіки 20 липня 2021 року. З 1,7 мільйонами відвідувачів у 2023 році це найвідвідуваніший музей Німеччини та 34-й за відвідуваністю музей у світі.

## Інтернет-ресурси
- Офіційний сайт  (нім.), (англ.)